# Salvem el Cabanyal
Salvem el Cabanyal o Salvem el Cabanyal-Canyamelar és una plataforma veïnal que té com a objectiu evitar la prolongació de l'Avinguda Blasco Ibáñez al barri del Cabanyal de la ciutat de València, perquè sostenen que si això passés implicaria la destrucció d'un conjunt històric, a part de l'empitjorament de la relació de la ciutat amb el mar. Des del 1998 la plataforma dona suport a l'exposició veïnal Cabanyal Portes Obertes. La plataforma es va crear per veïns, comerciants, partits polítics en l'oposició i entitats culturals el 22 d'abril de 1998.
Els seus objectius, a més d'evitar la prolongació de l'avinguda de Blasco Ibáñez, hi són la creació d'un pla de rehabilitació integral del Cabanyal-Canyamelar, que impliqui construcció de noves habitatges segons paràmetres arquitectònics homogenis amb l'entorn, segons el que establix el Conveni Marc Desenvolupament i execució del plantejament urbanístic del Conjunt Històric de València entre la Generalitat Valenciana i l'Ajuntament de València.

## Cabanyal Portes Obertes
És una mostra cívica i reivindicativa que pren lloc als carrers del barri del Cabanyal de la ciutat de València. Ha cobrat certa rellevància a la ciutat, i se n'ha fet ressò periòdics com Levante-EMV i el Punt, sindicats com CGT País Valencià i Múrcia i alguns periòdics digitals significants, com Vilaweb i Diari Crític. Se celebra cada any des del 1998 durant dues setmanes, normalment en cap de setmana i per la vesprada. Les cases modernistes dels carrers més significants, com ara el carrer d'Escalante, obren les seues portes i alberguen mostres d'art o altres exposicions amb l'ajuda d'artistes residents al barri. Cabanyal Portes Obertes és un projecte molt lligat a la plataforma Salvem el Cabanyal, una plataforma veïnal que protesta pels projectes urbanístics de remodelació del barri que duu a terme l'Ajuntament de València.